# Nehmeket
Nehmeket è un sarcofago con una mummia della XXII dinastia, 800 a.C. circa.
Attualmente si trova a Venezia, nell'Isola di San Lazzaro degli Armeni. Dell'oggetto non si conosce il luogo di rinvenimento, che fu quasi certamente Tebe. Esso fu regalato da Bolos Bei Iusuf alla comunità di San Lazzaro degli Armeni nel 1825.
Ha una ricca decorazione esterna ed interna; nel sarcofago si legge il nome del defunto che è Nemenekhamon, di antica famiglia tebena collegata al tempio di Amon, probabilmente quello di Karnak. 
La mummia fu spedita con solo la testa sbendata, ed appare ancora ricoperta e protetta da una rete magica fatta di perline di vetro colorate unite tra loro a creare disegni simbolici.